# Manius Aquillius (Konsul 129 v. Chr.)
Manius Aquillius war ein der plebejischen Nobilität entstammender Politiker der Römischen Republik. 129 v. Chr. amtierte er als Konsul.

## Leben
Über die frühen Stationen des cursus honorum von Manius Aquillius, dessen Vater und Großvater laut den Acta Triumphalia ebenfalls das Pränomen Manius führten, ist nichts bekannt. Um 132 v. Chr. wurde er Prätor und 129 v. Chr. Konsul gemeinsam mit Gaius Sempronius Tuditanus. Als solcher hatte er in Kleinasien die durch den Aufstand des pergamenischen Thronprätendenten Aristonikos durcheinandergeratenen Verhältnisse zu ordnen. Zwar hatte bereits der Konsul von 130 v. Chr., Marcus Perperna, Aristonikos’ Rebellion im Wesentlichen unterdrückt, war aber durch seinen plötzlichen Tod an der endgültigen Regelung der dortigen Verhältnisse gehindert worden, welche Aufgabe daher nun Aquillius zufiel.
Militärische Aktionen musste Aquillius nur noch in geringfügigem Maß durchführen. Angeblich eroberte er einige Städte, indem er ihr Brunnenwasser vergiften ließ. Gemeinsam mit einer aus zehn Senatoren bestehenden Kommission legte er die Grenzen der neuen Provinz Asia fest. Da Mithridates V. die Römer beim Kampf gegen Aristonikos unterstützt hatte, erhielt er von Aquillius als Belohnung Großphrygien, das er seinem Reich einverleiben durfte. Allerdings soll er dabei nachgeholfen haben, indem er dem Konsul Bestechungsgelder zahlte.
Auch nach seinem Konsulat blieb Aquillius noch zwei Jahre als Prokonsul in Kleinasien. Er ließ dort Fern- und Verbindungsstraßen sichern und instand setzen; bisher fand sich sein Name auf elf Meilensteinen. Pergamon brachte ihm später als bedeutendem Wohltäter kultische Verehrung entgegen. 126 v. Chr. kehre Aquillius dann nach Rom zurück und bekam nach Ausweis der Acta Triumphalia in diesem Jahr die Erlaubnis, aufgrund seiner Erfolge in Asia einen Triumph zu feiern. Vor 123 v. Chr. wurde er vom princeps senatus Publius Cornelius Lentulus wegen angeblicher Bestechung durch Mithridates V. angeklagt, aber freigesprochen. Seine späteren Schicksale und sein Todesjahr sind unbekannt. Der gleichnamige Konsul von 101 v. Chr. war wahrscheinlich sein Sohn.